# Thorvald Eigenbrod
Jakob Thorvald Eigenbrod, född 2 december 1892 i Ålborg, död 5 maj 1977 i Munkebjerg, var en dansk landhockeyspelare.
Eigenbrod blev olympisk silvermedaljör i landhockey vid sommarspelen 1920 i Antwerpen.